# Roc de la Vache
Roc de la Vache är en bergstopp i Schweiz. Den ligger i distriktet Aigle och kantonen Vaud, i den sydvästra delen av landet, 80 km söder om huvudstaden Bern. Toppen på Roc de la Vache är 2 089 meter över havet.